# Maltoza fosforilaza
Maltoza fosforilaza (EC 2.4.1.8, maltozna forsforilaza) je enzim sa sistematskim imenom maltoza:fosfat 1-beta-D-glukoziltransferaza. Ovaj enzim katalizuje sledeću hemijsku reakciju
maltoza + fosfat {\displaystyle \rightleftharpoons } D-glukoza + beta-D-glukoza 1-fosfat

## Spoljašnje veze
- Maltose+phosphorylase на 